# (7304) Namiki
(7304) Namiki  es un asteroide perteneciente al grupo de asteroides que cruzan la órbita de Marte, descubierto el 9 de enero de 1994 por Takao Kobayashi desde el Observatorio de Ōizumi, en Japón.

## Designación y nombre
Namiki se designó inicialmente como 1994 AE2.
Más adelante fue nombrado por Namiki Mitsuo (n. 1957) quien es un astrónomo aficionado japonés que trabaja en la oficina de información pública del Observatorio Astronómico Nacional. Actúa como puente entre los profesionales y aficionados japoneses y ayuda a crear relaciones amistosas.

## Características orbitales
Namiki orbita a una distancia media del Sol de 2,619 ua, pudiendo acercarse hasta 1,508 ua y alejarse hasta 3,730 ua. Tiene una excentricidad de 0,424 y una inclinación orbital de 9,605° grados. Emplea en completar una órbita alrededor del Sol 1547,90 días.
El próximo acercamiento a la órbita terrestre ocurrirá el 15 de mayo de 2117.

## Características físicas
Su magnitud absoluta es 14,06. 